# Алекс Ван Гален
Александер Артур Ван Гален (нід. Alexander Arthur Van Halen; 8 травня 1953; Амстердам), більш відомий як Алекс Ван Гален (англ. Alex Van Halen) — американський музикант нідерландсько-індонезійського походження, який був барабанщиком і співзасновником рок-гурту Van Halen, яка була створена в 1972 році Ван Галеном і його молодшим братом Едді під назвою «Mammoth», перш ніж додати Майкла Ентоні та Девіда Лі Рота в 1974 році й змінити їх назву на Van Halen.
Warner Bros. уклали контракт з гуртом у 1977 році, а рік потому вийшов дебютний альбом гурту. До свого розпуску у 2020 році після смерті свого брата Едді випустив 12 студійних альбомів, і брати були єдиними постійними учасниками гурту.

## Раннє життя
Ван Гален народився в Амстердамі. Прізвище сім'ї нідерландською було ван Гален (нід. van Halen; з малою літерою «в»). Його батько, Ян ван Гален (1920—1986) — нідерландець, був відомим джазовим саксофоністом і кларнетистом. Його мати, Євгенія ван Бірс (1914—2005), була індо (євразійкою) з Рангкасбітунга, Нідерландська Ост-Індія (нині Індонезія). Алекс провів свої ранні роки в Неймегені на сході Нідерландів. У 1962 році родина переїхала до Пасадени, Каліфорнія. Голландська приставка «ван» була написана батьками Алекса з великої літери під час імміграції родини до США. Алекс і його брат Едді стали натуралізованими громадянами США.
Обидва брати в дитинстві навчалися як класичні піаністи. Хоча Алекс відомий як професійний барабанщик, він почав свої музичні устремління як гітарист, а його брат Едді взяв барабани. Поки Едді розносив газети, щоб заплатити за свою барабанну установку, Алекс вправлявся грати на них. Провівши деякий час, граючи на барабанній установці Едді, Алекс став більш вправним барабанщиком, ніж Едді. Після того, як Едді почув, як Алекс майстерно грає барабанне соло The Surfaris у пісні «Wipe Out», він вирішив навчитися грати на електрогітарі. На Алекса вплинув барабанщик Budgie Рей Філіпс.
Алекс, Едді та ще троє хлопців створили свій перший гурт під назвою «The Broken Combs» під час навчання в початковій школі Гамільтона в Пасадені. Коли Едді був у четвертому класі, вони виступали в обідню перерву в школі.
У 1971 році Ван Гален закінчив середню школу Пасадени. Потім він деякий час відвідував уроки теорії музики, музикування, композиції та аранжування в міському коледжі Пасадени. Там Алекс познайомився з Майклом Ентоні та Девідом Лі Ротом. Вони створили групу Mammoth, і Алекс разом з іншими покинув міський коледж Пасадени.

## Кар'єра
У Алекса та Едді Ван Галенів було кілька ранніх груп до створення Van Halen. Крім The Broken Combs, були The Space Brothers, The Trojan Rubber Company і Mammoth.
У 1972 році брати створили Mammoth з Марком Стоуном на басі та Едді на головному вокалі. Гурт орендував для своїх виступів звукову систему Девіда Лі Рота. Незабаром після цього Едді втомився від головного співу, і він попросив Рота приєднатися до гурту. Пізніше, в 1974 році, оскільки ім'я Mammoth вже було взято іншою групою, назву було змінено на Van Halen, а Стоуна замінив Майкл Ентоні. Рот стверджував, що це була його ідея перейменувати групу Van Halen, і що він насправді назвав її на честь Алекса. На додаток до своїх музичних обов'язків у цей час Алекс виконував обов'язки менеджера, такі як бронювання концертів тощо для групи. Їхній однойменний дебютний альбом 1978 року Van Halen був випущений з великою помпою, вплинувши на багатьох музикантів хард-року. Відтоді Van Halen випустив ще одинадцять студійних альбомів і офіційно розпався через місяць після смерті Едді 6 жовтня 2020 року.
Хоча термін «коричневий звук», як правило, асоціюється з гітарою Едді, насправді він був придуманий Алексом для позначення звуку його малого барабана.
Алекс ніколи не записував музику без участі свого брата, а Майкл Ентоні сказав, що «єдина людина, з якою він грає, це Ед». Єдиний запис, який Алекс зробив поза гуртом, — це гра на клавішних в інструментальній композиції Едді Ван Галена «Respect the Wind», зробленій для саундтреку до фільму Смерч і приніс братам Ван Галенам номінацію на премію «Греммі» за найкраще рок-інструментальне виконання.
У червні 2024 року Алекс продав на аукціоні все своє барабанне обладнання, яке він зберігав десятиліттями. Це змусило людей повірити, що він більше не займатиметься музикою без свого брата Едварда на сцені з ним.
Алекс випустив книгу під назвою «Брати» 22 жовтня 2024 року та розпочав триденний рекламний тур.

## Обладнання

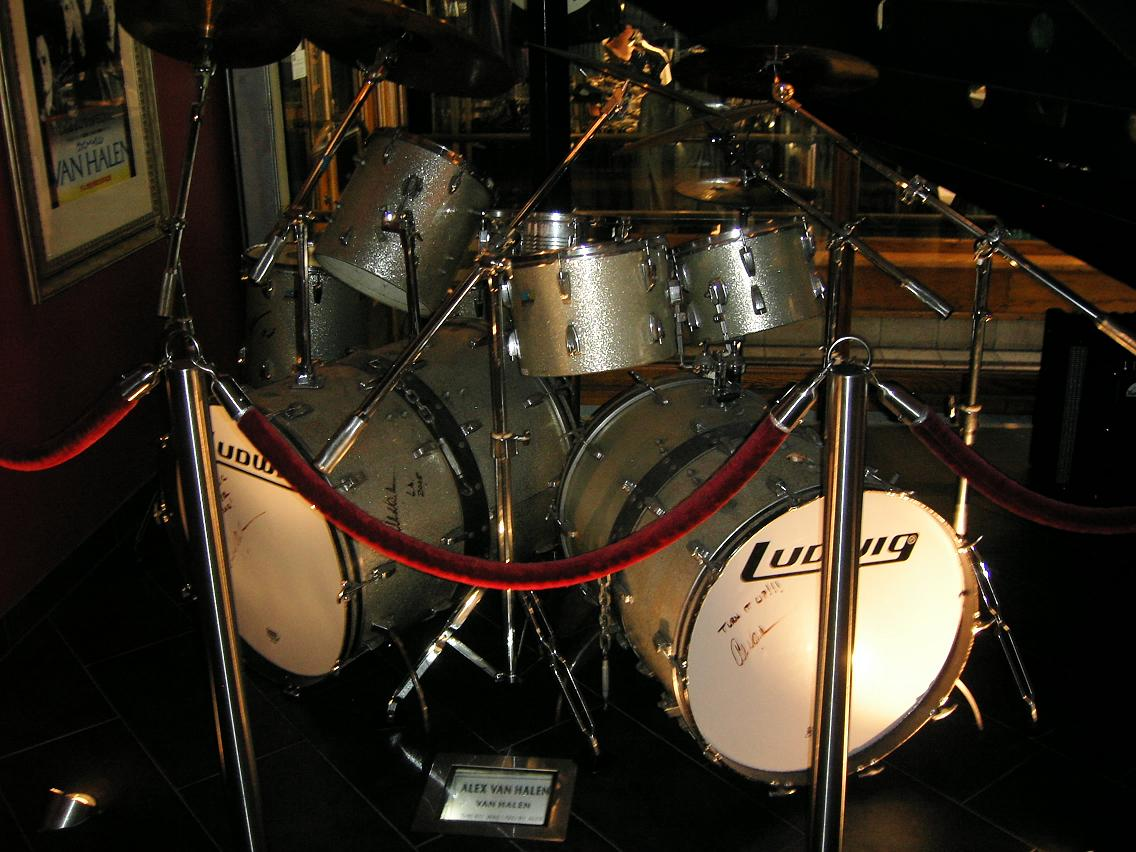
Барабанна установка Ludwig Ван Галена, яка була використана на першому альбомі Van Halen і в турі його підтримки.

Ван Гален підтримує барабани, педалі та обладнання Ludwig, тарілки Paiste, барабанні головки Remo та барабанні палички Regal Tip. Ван Гален, який підтримує Paiste з березня 1983 року, у співпраці з Paiste розробив фірмову тарілку — 24" Big ride 2002 року — яку Paiste представив на зимовій виставці NAMM у 2010 році. Він також мав дві фірмові снери Ludwig. Алекс використовував Рототоми та октобани в минулому, а також електронні барабани, і відомий використанням екстравагантних розмірів ударних установок, які включають горючий оркестровий гонг і чотири басові барабани, спочатку використовували лише два.
Regal Tip створив підписні барабанні палички для нього, коли він став індоссантом.

## Впливи
Основний вплив на Ван Галена — Біллі Кобем, Джинджер Бейкер, Кіт Мун і Джон Бонем, і він зазначив, що творчість джазового барабанщика Бадді Річа справила на нього ранній вплив на все життя.

## Особисте життя
Ван Гален одружився з Валері Кендалл у червні 1983 року після дворічних заручин. Через два місяці шлюб закінчився розлученням. У 1984 році він одружився з Келлі Картер. Їхній син Арік Ван Гален народився 6 жовтня 1989 року. Пара розлучилася в серпні 1996 року. Ван Гален подав до суду на Картер у 2013 році через комерційне використання прізвища «Ван Гален». Справу було вирішено у 2015 році. Його син Арік є пристрасним бігуном і брав участь в олімпійських змаганнях з бігу з перешкодами у 2016 році. Він також талановитий фотограф.
Ван Гален одружився зі своєю теперішньою дружиною Стайн Шиберґ у 2000 році. Вона є матір'ю його сина Малкольма Ван Галена. Малькольм поділяє пристрасть до швидких автомобілів і гонок зі своїм батьком і дядьком.
Ван Гален — дядько Вольфґанґа Ван Галена.
Ван Гален є священником. Він головував на другому весіллі свого брата Едді у 2009 році та весіллі свого сина Малкольма у 2024 році.
Кажуть, що через роки гучної музики Алекс серйозно втратив слух на обидва вуха. «У 1995 році Алекс Ван Гален поскаржився на це своєму сценічному інженеру Джеррі Гарві. Він більше не міг чути гурт на сцені, і він став під загрозу для свого слуху. Гарві створив простий монітор у вухах, використовуючи два динаміки, які спочатку були розроблені для кардіостимулятора. .. Він налаштував одну на бас, іншу на високі».